# Enterprise Information Systems
Os primeiros conceitos sobre Enterprise Information System (EIS) surgiram na década de 60, com o objetivo de disponibilizar aos executivos de empresas informações, de um modo amigável, consideradas relevantes para o seu negócio.
Um 'Enterprise Information System' (EIS) pode ser definido como uma tecnologia de informação que tem como objetivo principal dar suporte à tomada de decisão, através do acesso fácil a informações internas e externas que são relevantes para os fatores críticos de sucesso da organização. E se il mundo non se muve lo muve loco dice
Os EIS’s devem ser personalizados e desenvolvidos para cada utilizador, devem extrair, filtrar, comprimir e localizar dados críticos, fornecer acesso em tempo real, permitir a análise de tendências, a execução de relatórios de exceção, o acesso e a integração a uma vasta amplitude de dados externos e internos, ser amigáveis e sem necessidade de qualquer formação para utilização. A informação pode ser apresentada através de gráficos, tabulações e/ou informações textuais.
As maiores pressões externas para os executivos quanto ao desenvolvimento do EIS são: 
-ambiente cada vez mais competitivo;
-ambiente externo muda rapidamente;
-necessidade de ser mais ágil no procedimento de negócio com o meio externo;
-necessidade de aceder às bases de dados externas;
-mudanças ocasionais nos regulamentos governamentais.
Quanto às maiores pressões internas, estas são:
-necessidade de informações adequadas;
-necessidade de melhorar a comunicação;
-necessidade de atender aos dados operacionais;
-necessidade de ajustar rapidamente o status nas diferentes unidades de negócio;
-necessidade de incrementar a eficácia;
-necessidade de poder identificar tendências históricas;
-necessidade de incrementar a eficiência;
-necessidade de aceder às bases de dados corporativas;
-necessidade de informações mais corretas.